# Mit liv som Bent
Mit liv som Bent er en dansk tv-serie og hverdagskomedie fra 2001 på 10 afsnit. Henrik Lykkegaard, Camilla Bendix, Andrea Vagn Jensen, Birthe Neumann, Lars Hjortshøj, Jesper Asholt, Uffe Rørbæk Madsen og Christian Damsgaard spiller hovedrollerne.